# Norbert Pfennig
Norbert Pfennig (* 8. Juli 1925 in Kassel; † 11. Februar 2008 in Überlingen) war ein deutscher Mikrobiologe.

## Leben
Norbert Pfennig war der Sohn von Gertrud, geborene Schunk, und Hermann Pfennig. Er war mit Helga Bantelmann verheiratet und hatte fünf Kinder.
Norbert Pfennig studierte Biologie und wurde 1952 an der Georg-August-Universität Göttingen mit der Arbeit Untersuchungen an Actinomycin-bildenden Strahlenpilzstämmen und deren Actinomycinen promoviert.
1967 erhielt er einen Ruf an die Georg-August-Universität Göttingen, von 1981 bis zu seiner Emeritierung war er Ordinarius für Mikrobielle Ökologie an der Universität Konstanz.

## Wirken
Forschungsschwerpunkt von Pfennig war die Mikrobielle Ökologie. Er war Mitglied mehrerer Wissenschaftsgesellschaften wie beispielsweise
assoziiertes Mitglied des Instituts für Mikrobiologie und Genetik der Universität Göttingen, Mitglied der Gesellschaft für Strahlen- und Umweltforschung (GSF), Mitglied der Deutschen Gesellschaft für Hygiene und Mikrobiologie (DGHM), der britischen Society for General Microbiology (SGM), der US-amerikanischen American Society for Microbiology (ASM) und emeritiertes Mitglied des Bergey’s Manual Trust.
Er war 1980 erster Preisträger des Hauptpreises der Deutschen Gesellschaft für Hygiene und Mikrobiologie (DGHM). Er hatte ein Ehrendoktorat.
1999 stellte Brian J. Tindall für Amoebobacter purpureus Eichler & Pfennig 1989 (heute Lamprocystis purpurea) aus der Familie Chromatiaceae eine eigene Gattung auf, die er Pfennig zu Ehren Pfennigia nannte.
Sein botanisches Autorenkürzel lautet „Pfennig“.